# Master data management
Na computação, master data management (MDM) compreende um conjunto de processos e ferramentas que definem consistentemente e gerenciam os dados mestres (i.e. não transacionais) de uma organização (que pode conter dados referenciais). MDM tem o objetivo de prover processos para coletar, agregar, combinar, consolidar, garantir a qualidade, persistir e distribuir estes dados a toda a organização para garantir a consistência e o controle nas futuras manutenções e uso desta informação.
O termo remete ao conceito de arquivo mestre de uma antiga era da computação. MDM é parecido com, e alguns diriam que é o mesmo que, virtual or federated database management.

## Questões
Basicamente, MDM procura garantir que uma organização não utilize múltiplas (e potencialmente inconsistentes) versões de um mesmo dado mestre em diferentes partes de sua operação, o que ocorre normalmente em grandes organizações. 
Um exemplo comum de um MDM pobre é o cenário bancário no qual um cliente que adquire Empréstimo Imobiliário continua recebendo propostas de empréstimo imobiliário do banco, que ignora o fato de o cliente já possuir o produto. Isto acontece quando, por exemplo, a informação do cliente utilizada pelo departamento de marketing não é a mesma utilizada pelo setor de relacionamento com o cliente. Assim, os dois grupos da mesma instituição permanecem sem saber que o cliente já é considerado consumidor. O processo de unificação é utilizado para associar registros distintos que correspondem à mesma entidade, neste caso, a mesma pessoa.
Outros problemas incluem questões com a qualidade, classificação e identificação consistente dos dados, além de questões de unificação dos dados.
Uma das razões mais comuns pelas quais grandes corporações passam por inúmeros problemas com o MDM é o crescimento oriundo de fusões ou incorporações. Nesses casos, os dois bancos de dados podem possuir dados complementares, porém também tendem a trazer redundâncias, inconsistências e diferenças de formatação. Idealmente, os database administrator resolvem este problema através da unificação dos dados mestre em função da fusão. Na prática, entretanto, reconciliar diversos sistemas de dados mestre pode acarretar dificuldades devido as dependências que aplicações existentes possuem em um banco de dados. Como resultado, o mais comum é que os dois sistemas não sejam totalmente unificados, mas permaneçam separados, com um processo de reconciliação especial criado para garantir a consistência entre os dados armazenados nos dois sistemas. Com o tempo, entretanto, com mais fusões e incorporações acontecendo, o problema se multiplica mais e mais banco de dados mestres aparecem e aos processos de reconciliação se tornam extremamente complexos e, consequentemente, ingerenciáveis e inconfiáveis. Devido a esta tendência, podemos encontrar organizações com 10, 15, ou centenas de bancos de dados parcialmente integrados, que podem causar problemas operacionais sérios nas áreas de satisfação do cliente, eficiência operacional, suporte à decisão e conformidade regulamentar.

## Soluções
Processos normalmente usados em soluções de MDM incluem identificação da origem dos dados, coleta, etl, normalização, administração de regras, detecção e correção de erros, consolidação dos dados, armazenamento, distribuição, classificação, serviços de taxonomia, criação de itens mestre, mapeamento de esquema, codificação de produtos, enriquecimento dos dados e governança dos dados.
As ferramentas incluem redes de dados, sistemas de arquivos, um data warehouse, data marts, um operational data store, mineração de dados, analise de dados, virtualização de dados, federação de dados e visualização de dados. Uma das mais novas ferramentas, o gerenciamento virtual de dados mestres (também chamado virtual mdm) utiliza virtualização de dados e um servidor de metadados persistente para implementar uma hierarquia de MDM automatizada em vários níveis.  
A seleção de entidades consideradas no MDM depende muito da natureza de uma organização. No caso comum de empresas comerciais, MDM pode aplicar a entidades como cliente (Customer Data Integration), produto (Gestão de Informações sobre o produto), empregado, fornecedor e. Processos MDM identificar as fontes das quais para coletar descrições dessas entidades. No decurso da transformação e normalização, os administradores adaptar descrições se conformar com formatos padrão e os domínios de dados, tornando possível a remover instâncias duplicadas de qualquer entidade. Esses processos geralmente resultam em um repositório MDM organizacional, a partir do qual todas as solicitações para uma instância determinada entidade produzir a mesma descrição, independentemente das fontes originárias e os destinos requerentes.